# Nhạc cụ Việt Nam
Việt Nam là nước có một kho tàng nhạc cụ cổ truyền hết sức phong phú và đa dạng. Kho tàng ấy được hình thành trong suốt hành trình cuộc sống và chiều dài lịch sử dựng nước và giữ nước.
Có những nhạc cụ do chính người Việt Nam sáng tạo, có tính đặc trưng bản địa, như đàn bầu, đàn đáy. Có những nhạc cụ được du nhập từ nhiều đường khác nhau nhưng đã được dân tộc hóa, bản địa hóa cho phù hợp với nhạc ngữ, với thẩm mỹ âm nhạc Việt Nam.
Theo GS. Trần Văn Khê, "những nét đặc biệt của âm nhạc dân tộc không chỉ trong nhạc cụ, nhạc khí mà còn cả trong những thủ pháp dùng để đánh những nhạc khí đó".
 

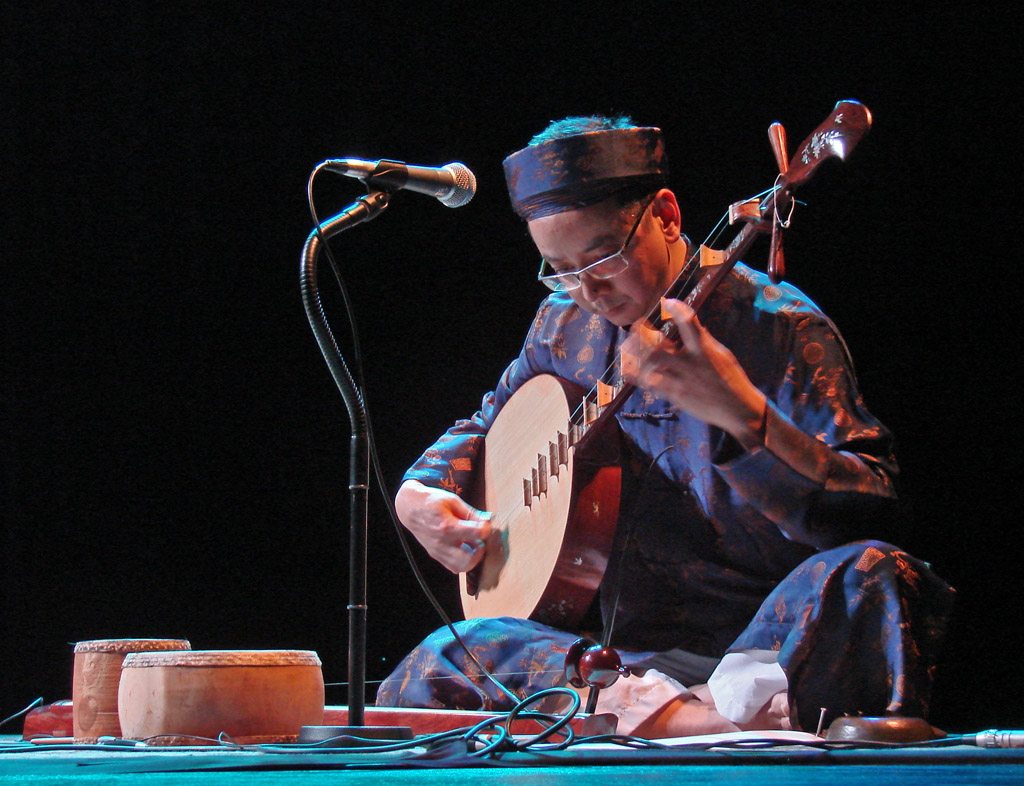
Diễn tấu đàn nguyệt Việt Nam.

Tổng cộng có đến vài trǎm chi loài nhạc cụ khác nhau. Những nhạc cụ đó dùng để đệm cho hát, múa, độc tấu, hoà tấu... Các nhạc cụ này còn dùng trong lễ hội, trong sinh hoạt văn hóa của mỗi dân tộc. Dưới đây là một số nhạc cụ tiêu biểu nhất của các dân tộc Việt Nam.

## Họ dây
Họ dây gồm những nhạc cụ phát âm thông qua sự rung của dây. Trống quân được xếp vào họ dây vì khi diễn tấu, người ta tác động lên phần dây mây.

### Đàn bầu

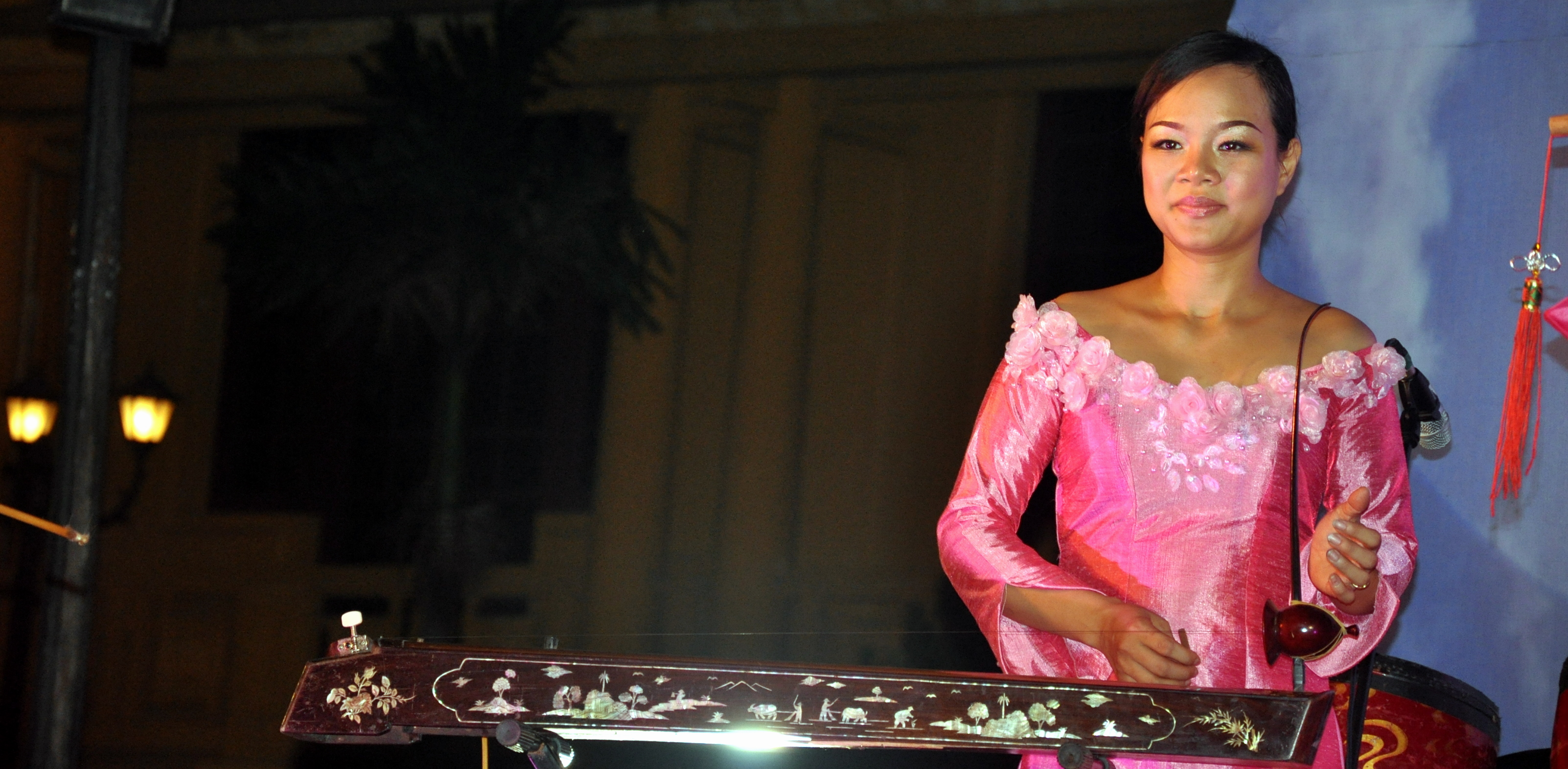
Đàn bầu

Đàn bầu, tên chữ là độc huyền cầm, là loại đàn một dây của người Việt, gảy bằng que hoặc miếng gảy. Đàn có hai loại là đàn thân tre và đàn hộp gỗ.

### Tỳ bà
Tỳ bà đã du nhập từ Trung Quốc sang nước Việt từ rất sớm. Bằng chứng là hình chạm các nhạc công trên tảng đá vuông dùng làm chân cột chùa Phật Tích, Bắc Ninh, có chạm hình tỳ bà giữa hai nhạc công dùng ống sênh, và ống tiêu thổi dọc. Trong khi những bức phù điêu khắc hoạ những nhạc công tay phải dùng miếng gảy (gọi là phết) tương đương tỳ bà Nhật Bản bây giờ hay tỳ bà 4 dây thời Đường (do chỉ có phím ở phần cần đàn). Còn loại tỳ bà hiện hành từ thời nhà Nguyễn du nhập từ Triều Châu, Trung Quốc trong thời nhà Minh và cuối đời nhà Thanh.
Đứng giữa hai nhạc công thổi ống sênh và ống sáo ngang. Trong cuốn An Nam chí lược của Lê Tắc, đàn tỳ bà thuộc dàn tiểu nhạc.

### Đàn tranh

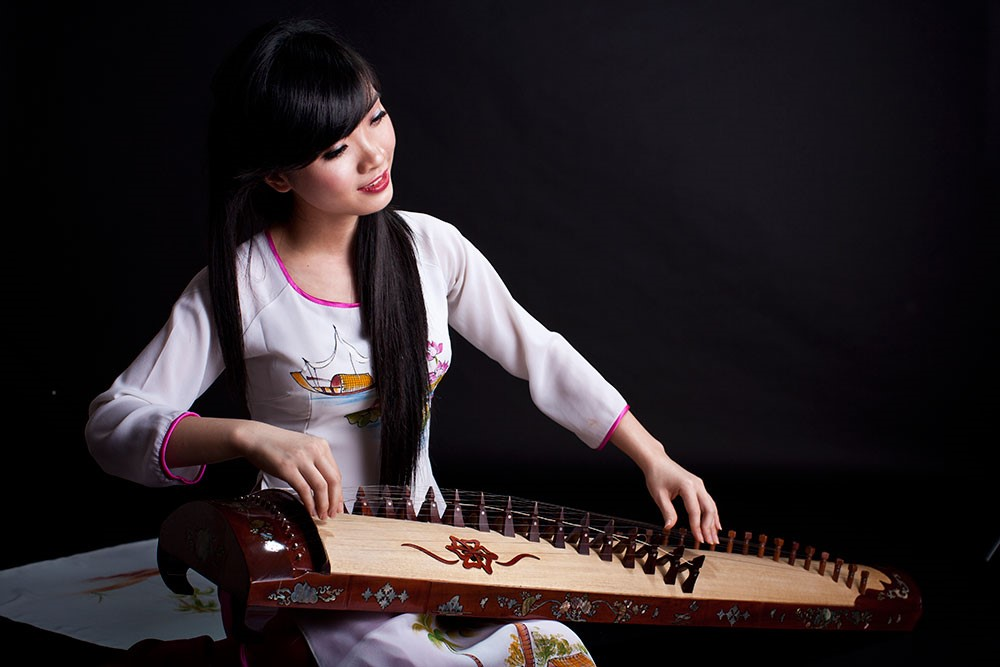
Đàn tranh

Đàn tranh (chữ Nôm: 彈箏, tiếng Trung: 古箏; bính âm: Gǔzhēng, Hán Việt: cổ tranh) - còn được gọi là đàn thập lục hay đàn có trụ chắn, là nhạc cụ truyền thống của người phương Đông, có xuất xứ từ Trung Quốc. Đàn thuộc họ dây, chi gảy; ngoài ra họ đàn tranh có cả chi kéo và chi gõ. Loại 16 dây nên đàn còn có tên gọi là đàn Thập lục. Nay đã được tân tiến thành 21 - 25, 26 dây (cổ tranh của Trung Quốc). Ngoài khả năng diễn tấu giai điệu, ngón chơi truyền thống của đàn tranh là những quãng tám rải hoặc chập và ngón đặc trưng nhất là vuốt trên các dây và gảy dây,ngoài ra có cả dạng dùng vĩ kéo hay dùng que gõ. Đàn tranh là nhạc khí dùng để độc tấu, hòa tấu, đệm cho hát và được chơi trong nhiều thể loại âm nhạc như các dàn nhạc dân ca, kết hợp với những ca khúc của C-pop, nhạc Âu Mỹ,...
Trong khi các quốc gia phương Đông có những nhạc cụ nhiều dây như đàn tranh, đàn sắt thì với người phương Tây họ có đàn zither. Vậy nên đàn tranh phương Đông cũng có tầm sánh ngang zither phương Tây, tuy âm điệu của chúng hoàn toàn khác nhau.
Ngoài ra, những loại đàn thuộc họ đàn tranh ở hầu hết các nước trong khu vực châu Á luôn có một phiên bản mini cho trẻ em và người mới chơi học diễn tấu.

### Đàn đáy

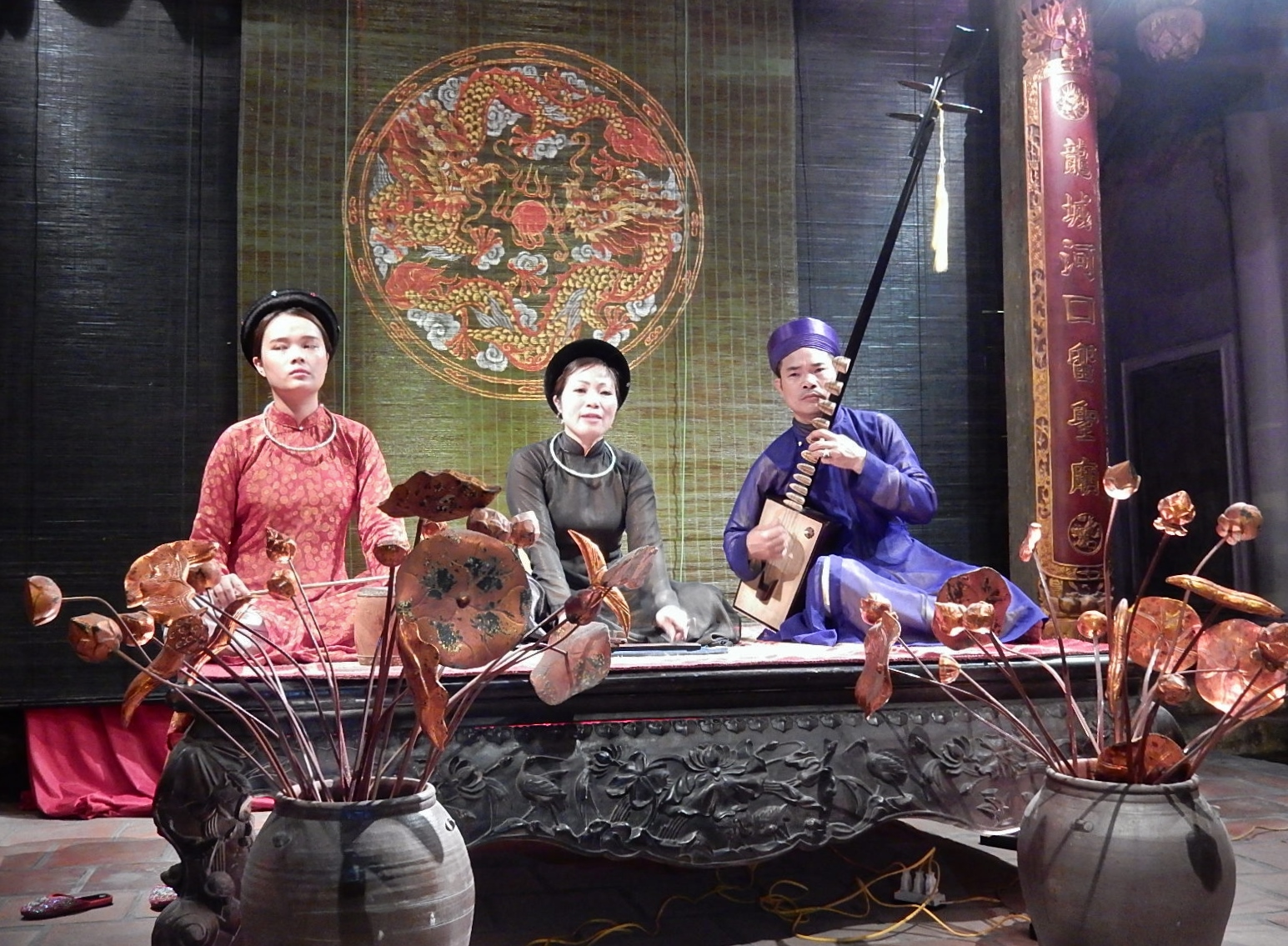
Đàn đáy và ca trù

Đàn đáy là nhạc cụ do người Việt Nam sáng tạo ra. Không rõ đàn đáy xuất hiện lần đầu vào năm nào nhưng nó được nhắc đến gần 500 năm qua.

### Đàn nguyệt

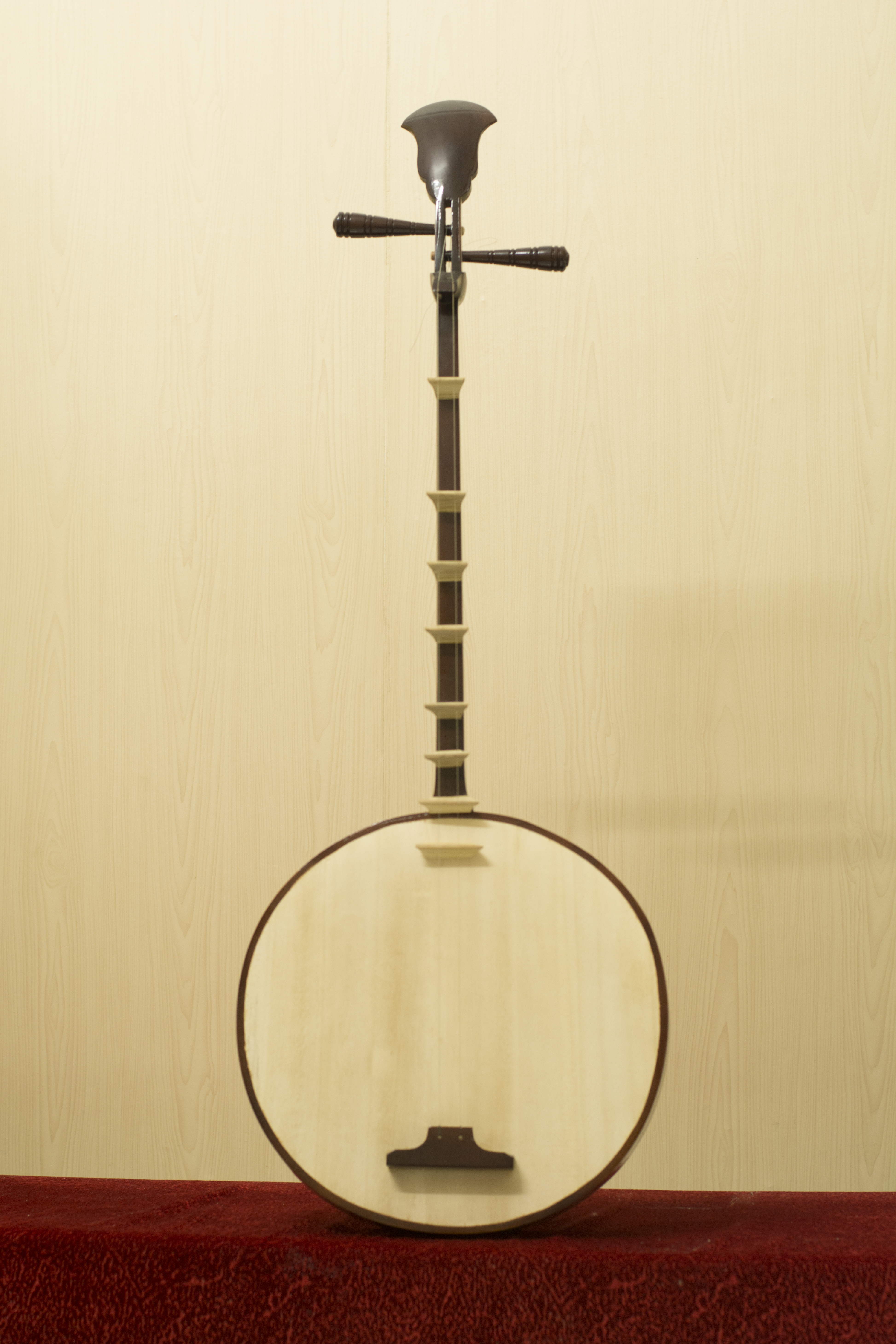
Đàn nguyệt Việt Nam

Đàn nguyệt (tiếng Trung: 月琴; bính âm: Yùeqín, Hán Việt: nguyệt cầm) - là nhạc cụ dây gẩy xuất xứ từ Trung Quốc được du nhập vào Việt Nam, trong Nam còn gọi là đờn kìm. Loại đàn này có hộp đàn hình tròn như mặt trăng nên mới có tên là "đàn nguyệt". Theo sách xưa, đàn nguyên thủy có 4 dây (đàn nguyệt Trung Quốc), sau rút lại còn 2 dây. Nó là một nhạc cụ quan trọng trong dàn nhạc kinh kịch Bắc Kinh, thường đảm nhận vai trò là nhạc cụ giai điệu chính thay cho phần dây cung.

### Đàn nhị (đàn cò)
Đàn nhị (ở miền nam Việt Nam gọi là đàn cò) là nhạc cụ có cung vĩ, vốn xuất xứ từ Ấn Độ, du nhập vào Trung Quốc vào thế kỉ I, xuất hiện ở Việt Nam khoảng thế kỉ X. Ngoài người Kinh, nhiều dân tộc khác cũng sử dụng rộng rãi nhạc cụ này (Tày, Nùng, Mường, Dao, Giáy, Người Chăm...). Họ có những loại tương đương đàn nhị bằng cấu tạo khác nhau.

### Đàn tam
Đàn tam là nhạc cụ có 3 dây (tam là 3) xuất xứ từ Trung Quốc du nhập vào Việt Nam. Trước đây người ta thường dùng nhạc cụ này trong dàn nhạc bát âm, ngày nay phần lớn các dàn nhạc đều có đàn tam với đủ loại kích cỡ, từ nhỏ, vừa đến lớn và cả loại đàn tam âm trầm, hòa điệu với những nhạc cụ âm trầm khác trong dàn nhạc.

### Đàn tam thập lục
Tam thập lục là nhạc khí dây, chi gõ vốn xuất xứ từ Ba Tư du nhập qua Trung Quốc với tên dương cầm. Đàn có 36 dây nên được gọi là Tam Thập Lục. Tuy nhiên ngày nay một số nghệ nhân đã cải tiến đàn này bằng cách mắc thêm nhiều dây nữa để đánh được nhiều âm hơn, kể cả những âm nửa cung.

### Đàn tứ

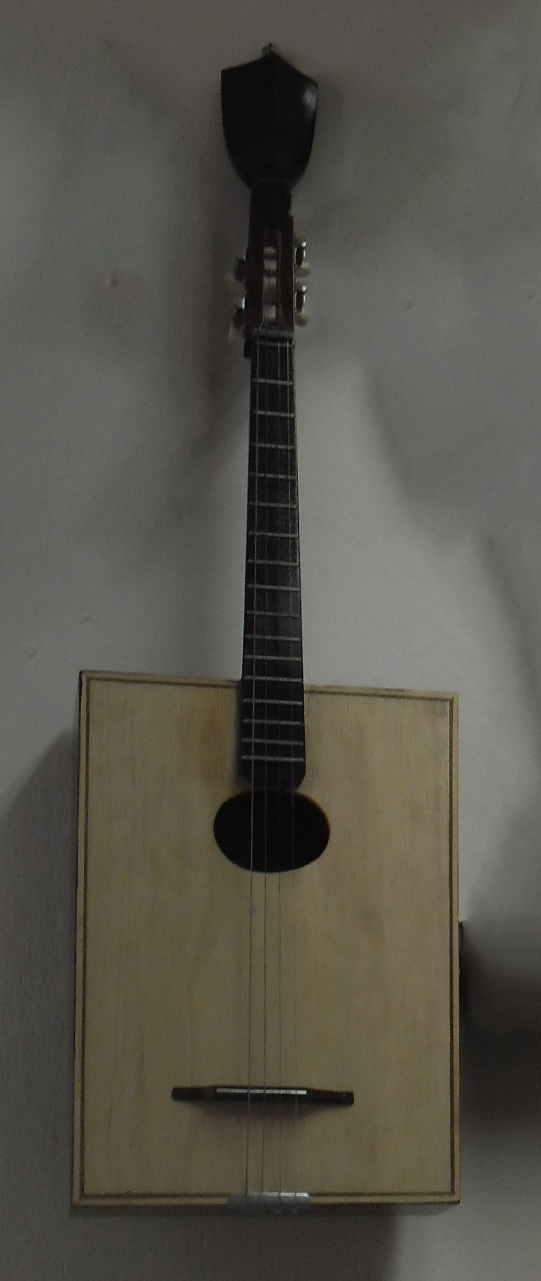
Đàn tứ

Đàn tứ là một nhạc cụ Việt Nam có âm cao, do có 4 dây nên người ta gọi là đàn tứ (tứ là bốn).

## Họ màng rung
Nhạc cụ họ màng rung là nhạc cụ phát ra âm thanh qua sự rung của màng căng (bề mặt da). Trong kho tàng nhạc cụ Việt Nam, thuộc họ này có các loại trống da, tang gỗ. Việt Nam có đa dạng loại trống khác nhau tương ứng với âm sắc, chức năng khác nhau.

### Trống cái
Trống cái là các loại trống lớn, đường kính từ 50cm trở lên. Trống kích thước rất lớn (từ 150cm) còn có tên là trống sấm. Từ miền núi đến đồng bằng người ta đều nhận ra sự có mặt của trống cái.

### Trống cơm
Trống có chiều dài khoảng 55-70cm, đường kính 18-20cm, có một mặt trầm và một mặt bổng. Sở dĩ có tên gọi này vì người ta dùng cơm để định âm trống.

### Trống đế

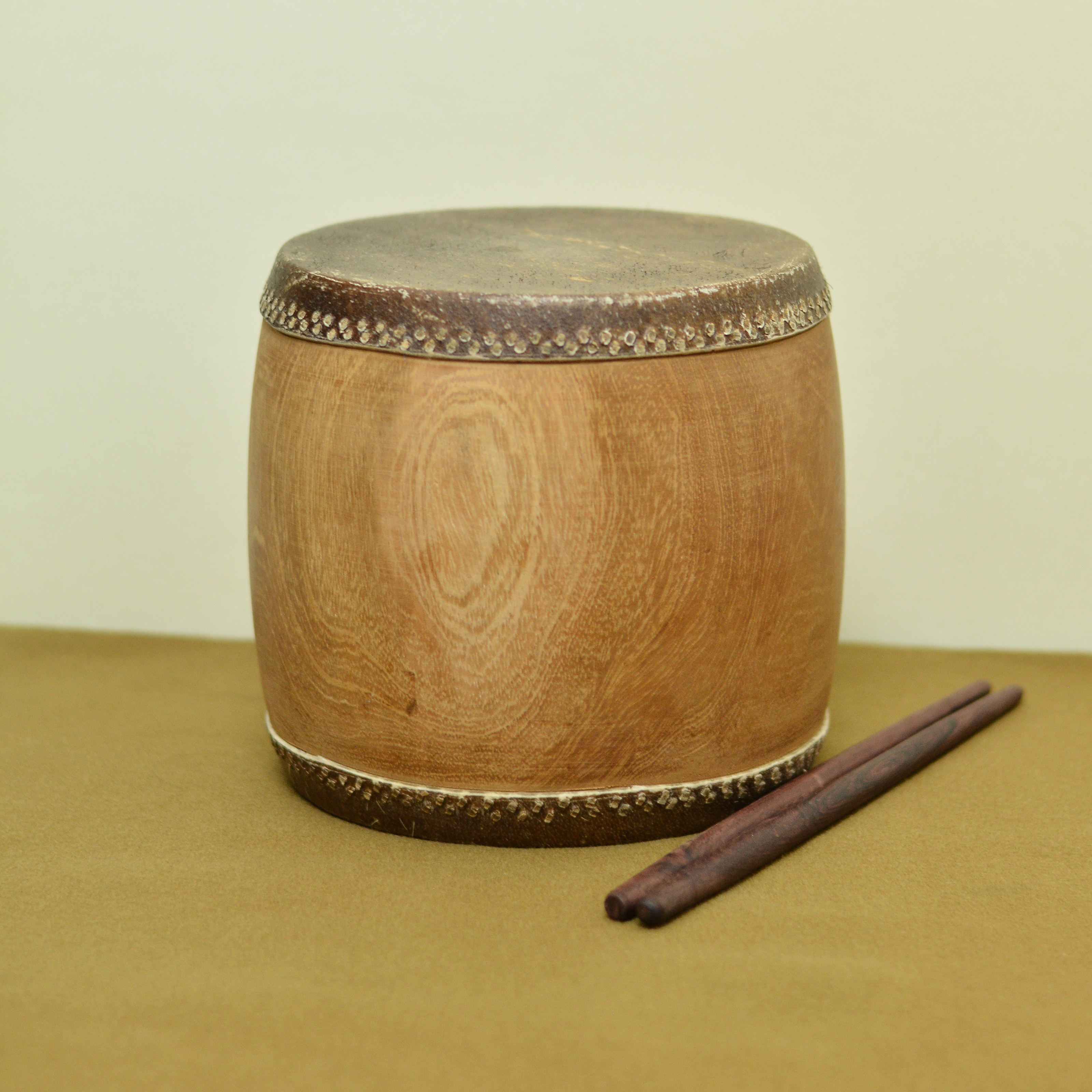
Trống đế

Trống đế là nhạc cụ chính trong hát Chèo, ngoài ra còn xuất hiện trong hát Xoan.

### Trống chầu
Trống chầu là tên gọi cho loại trống dùng để chấm câu, khen chê trong Ca trù và Hát bội.
- Trống chầu Ca trù kích thước gần như Trống đế, nhưng to hơn một chút, đánh bằng dùi dài (gọi là roi chầu) từ 36cm.
- Trống chầu Hát bội là một dạng trống cái.

### Trống chiến
Trống chiều cao khoảng 38cm, đường kính 36cm, xuất hiện trong Hát bội và các dàn nhạc nghi lễ, cung đình.

### Trống bản
Trống dẹt, đường kính khoảng 20cm, chiều cao 7-8cm, dùng trong hát Chầu văn.

### Trống khẩu

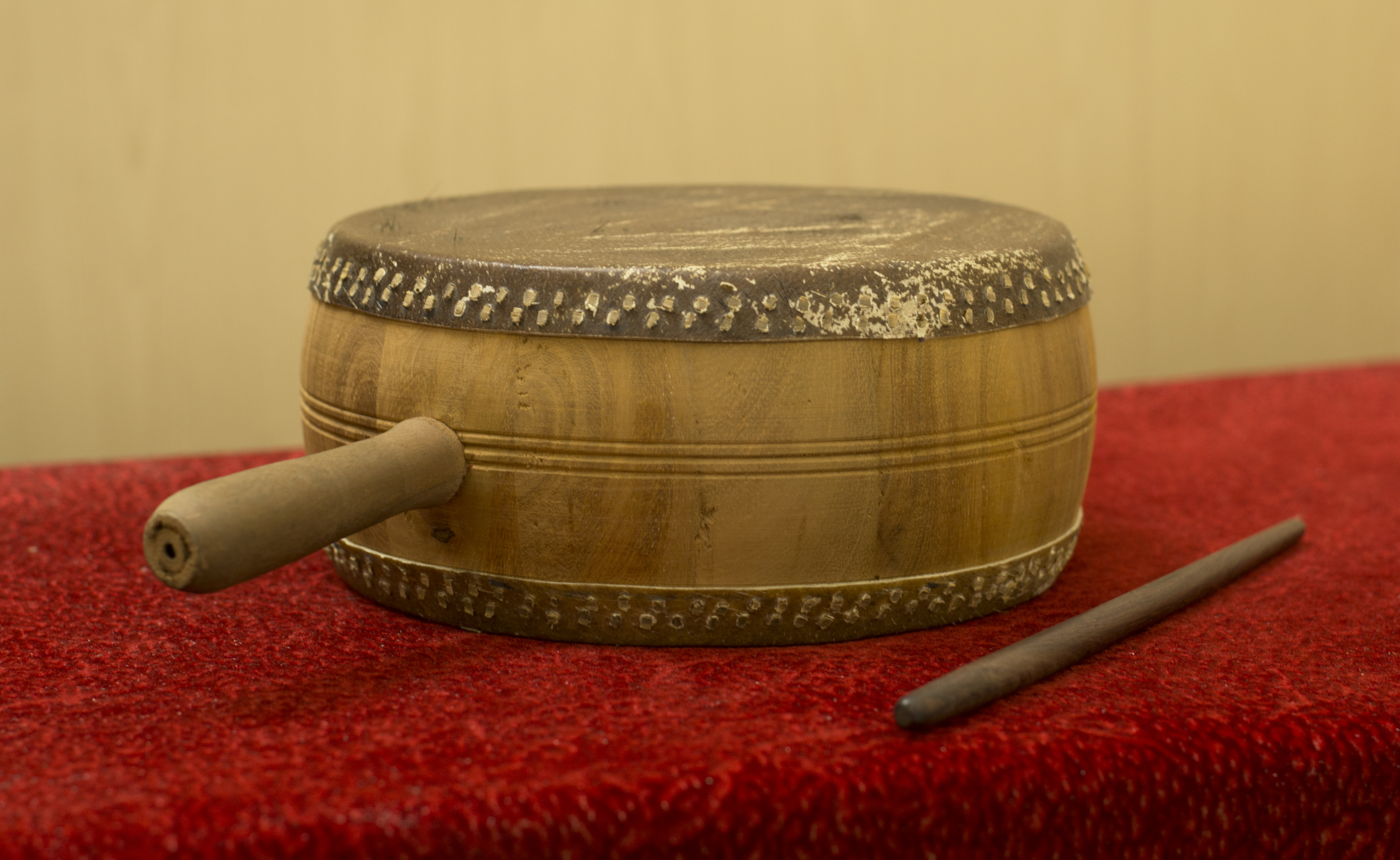
Trống khẩu

Kích thước như trống bản (đường kính 20cm, chiều cao 7-8cm), nhưng có cán cầm. Trống khẩu thường dùng trong các đội tế lễ đình làng, đền thờ. Ngoài ra còn góp mặt trong nghệ thuật Hát múa Ải Lao (Hội Gióng Phù Đổng).

### Trống bộc
Trống bịt da một mặt, kích thước nhỏ: Cao 6cm, đường kính 10cm. Dùng trong dàn nhạc lễ và Nhã nhạc Cung đình Huế.

### Trống mảnh
Trống bịt da một mặt, kích thước lớn hơn trống bộc. Trống mảnh đi thành cặp, một trống trầm một trống bổng, cả hai cầm trên 1 tay. Cùng với sênh sứa, đàn nhị, trống cơm và mõ, trống mảnh là nhạc cụ không thể thiếu trong hát Xẩm. Cách diễn tấu có phần nào giống trống cơm: mặt trầm đánh theo nhịp trường canh, mặt bổng luồn theo giai điệu.

### Bồng
Trống dài nhỏ đeo trước ngực, thường dùng trong múa dân gian (múa Bồng Triều Khúc).

## Họ hơi

### Kèn bầu

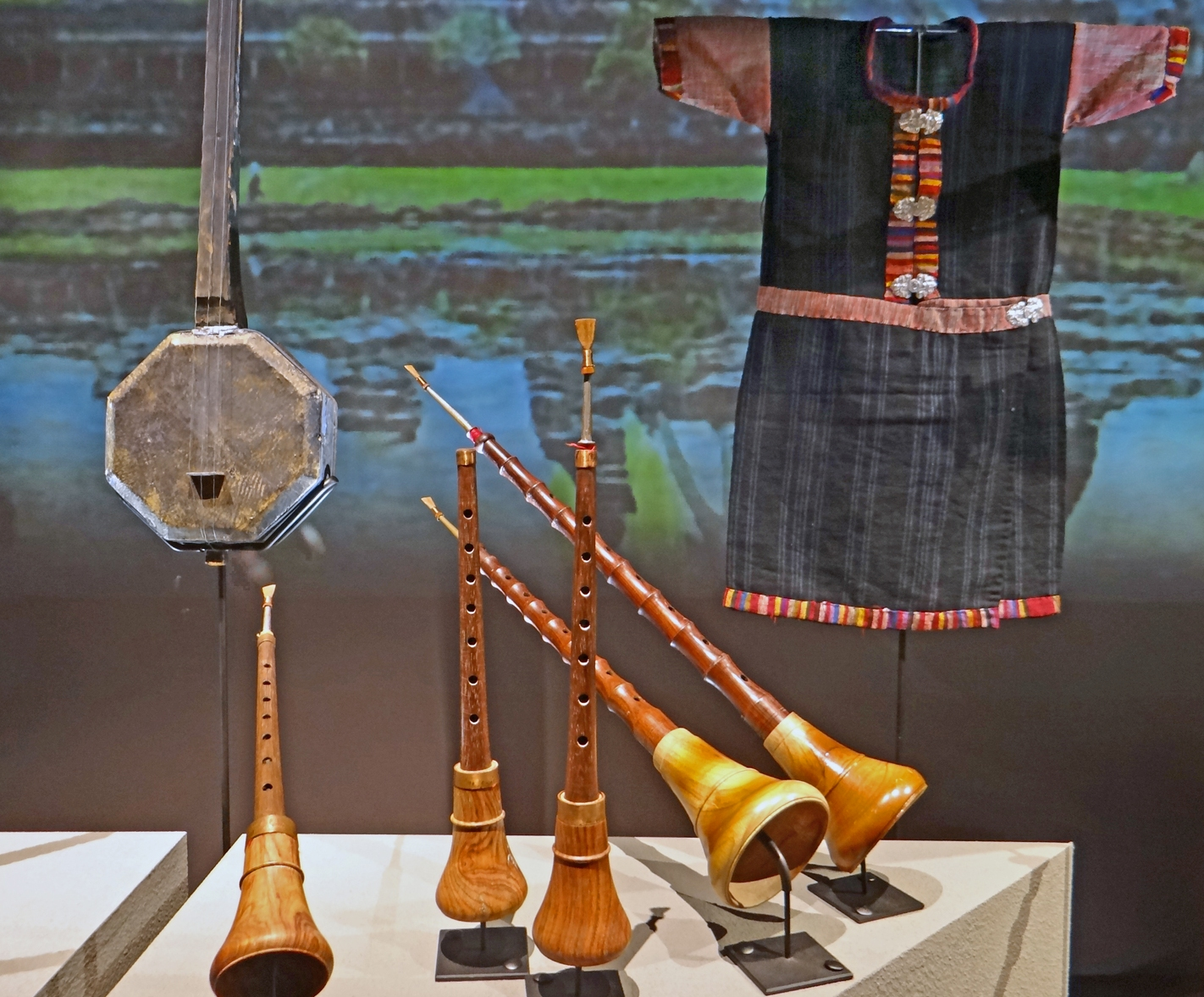
Đàn tam và 4 kèn bầu

Kèn bầu là nhạc khí hơi, sử dụng dăm kép (còn gọi là Kèn già nam, Kèn loa, Kèn bóp, Kèn bát). Kèn Bầu là nhạc khí hơi dăm kép rất phổ biến trên toàn thế giới, đồng thời một số nước khác ở Châu Âu hay Châu Á (trừ Nhật Bản và Lào) cũng có. Kèn Bầu được nhập vào Việt Nam và trở thành nhạc khí của các dân tộc Việt Nam như Tày, Chăm.
Nó là nhạc cụ do nam giới sử dụng trong việc đón khách, đám cưới, đám ma, trong hội hè của các dân tộc thiểu số và là thành phần quan trọng nghệ thuật nhã nhạc cung đình Huế và chầu văn của người Kinh. Người ta thường diễn tấu nhạc cụ này với trống, chũm choẹ và chuông, đôi khi kết hợp với thanh la.

### Sáo ngang
Sáo là nhạc cụ thổi hơi có từ thời kỳ cổ đại, rất nhiều nước trên thế giới sử dụng sáo với nhiều hình dáng và cấu tạo có thể khác nhau. Ở Việt Nam sáo ngang rất thông dụng và có nhiều loại.

### Tiêu
Tiêu là nhạc cụ xuất hiện ở Trung Quốc du nhập vào Việt Nam hàng ngàn năm nay. Nó là nhạc cụ thổi hơi có cấu tạo đơn giản hơn cả sáo ngang, vì chỉ có một ống nứa và một số lỗ khoét. Nếu sáo thường được thổi ngang thì tiêu lại thổi dọc.

## Họ tự thân vang
Họ tự thân vang chỉ các nhạc cụ phát ra âm thanh trên chính phần thân, tác động bằng cách gõ vào nhau hoặc dùng dùi gõ. Trống đồng, cồng chiêng được xếp là nhạc cụ tự thân vang.

### Biên khánh
Biên khánh vốn là một nhạc cụ gõ Trung Hoa cổ xưa bao gồm một bộ chuông chùm bằng đá nhẵn nhụi hình chữ L còn được hiểu như là khánh, chơi một cách du dương. Bộ nhạc khí này được du nhập vào cung đình Việt Nam từ thời phong kiến.

### Đàn đá
Đàn đá là một nhạc cụ gõ cổ nhất của Việt Nam và là một trong những loại nhạc cụ cổ sơ nhất của loài người. Đàn được làm bằng các thanh đá với kích thước dài, ngắn, dày, mỏng khác nhau

### Đàn T'rưng
Là một loại nhạc cụ của Tây Nguyên gồm nhiều ống tre, nứa xếp thành dàn, đánh bằng dùi nhỏ.

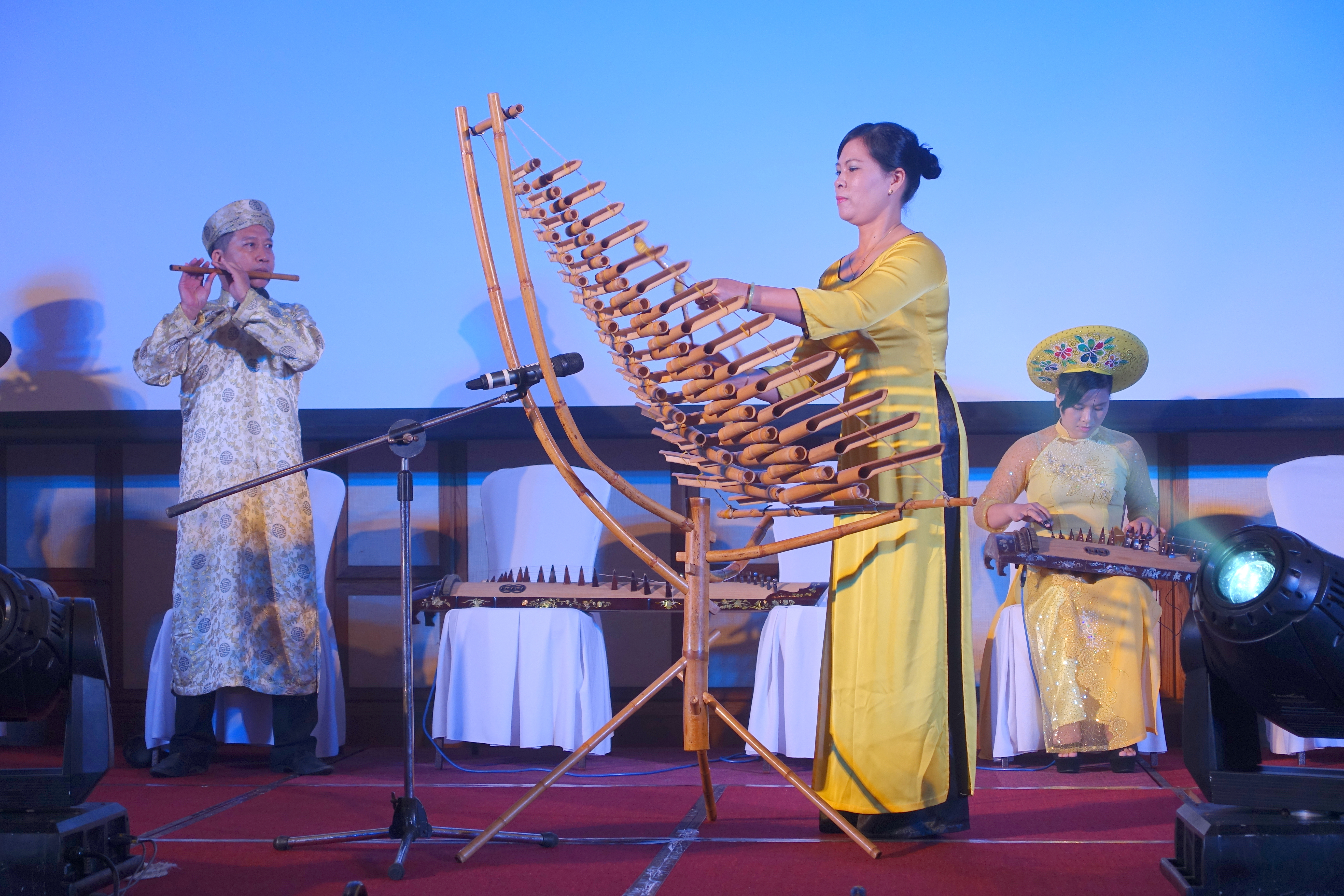
Đàn T'rưng

### Mõ
Mõ được xếp là một nhạc khí tự thân vang, phổ biến ở Việt Nam. Trên thực tế mõ được sử dụng vào các môi trường khác nhau và có những chức nǎng khác nhau.

### Phách (Sênh)
Phách là nhạc cụ gõ, xuất hiện trong nhiều thể loại ca, múa nhạc ở Việt Nam từ lâu đời. Phách có nhiều loại và tên gọi khác nhau. Trong hát xẩm phách gọi là cặp kè; trong cải lương và dàn nhạc tài tử phách là song lang; trong ca Huế phách là sênh, còn trong dàn nhạc tuồng, đám ma, múa tôn giáo và múa dân gian người ta mới gọi là phách...

### Sênh tiền
Sênh tiền là nhạc cụ gõ độc đáo, xuất hiện ở Việt Nam ít nhất vài trăm năm nay. Tên cổ của nó là phách sâu tiền hay phách quán tiền. Ngày nay có người gọi là sinh tiền (hoặc sanh tiền). Nhìn chung, nhạc cụ này là một loại sinh có gắn những đồng tiền vào nên gọi là sênh tiền.

### Song lang
Song lang là một loại mõ nhỏ bằng gỗ cứng hình tròn dẹt dùng để giữ nhịp trong dàn nhạc.

### Trống đồng
Trống đồng là nhạc khí tự thân vang, được xem là vật linh và chỉ được dùng trong các nghi lễ tôn giáo, trong một số lễ hội.